# Lake Leake (Tasmanien)
Der Lake Leake ist ein künstlicher See im Osten des australischen Bundesstaates Tasmanien. Das kleine Dorf an seinem Westufer trägt denselben Namen.
Der See bedeckt eine Fläche von 6,8 km² und besitzt einen Wasserinhalt von 22,076 Mio. m³.
Der See wird vom Snowy River gespeist, der an seinem Nordende eintritt. Das Wasser fließt am Ostufer in den Elizabeth River ab. Das Seewasser besitzt eine elektrische Leitfähigkeit von 56 μS/cm.

## Fischfang
Der See wird für die Sportfischerei genutzt. Man fängt dort Bachsaiblinge, Bachforellen und Regenbogenforellen.

## Geschichte
Der künstliche See wurde nach Charles Henry Leake, einem Mitglied des Tasmanian Legislative Council (Oberhaus), benannt. Er wurde nach einer langen Debatte angelegt. Der 5 m hohe Staudamm wurde 1884 fertiggestellt. Anfangs hatte der Lake Leake ein Volumen von 19,9 Mio. m³ und eine Fläche von 6 km². 1971 wurde der Auslauf um 18 cm angehoben, um den Speicherraum zu vergrößern. Das Wasser dient der Fischzucht und wird für die landwirtschaftliche Bewässerung verwendet. Der See wird immer mindestens halb voll gehalten.